# Gardineria
Gardineria is een geslacht van neteldieren uit de klasse van de Anthozoa (bloemdieren).

## Soorten
- Gardineria hawaiiensis Vaughan, 1907
- Gardineria minor Wells, 1973
- Gardineria paradoxa (Pourtalès, 1868)
- Gardineria philippinensis Cairns, 1989
- Gardineria simplex (Pourtalès, 1878)